# Yvan Erichot
Yvan Erichot est un footballeur français, né  le 25 mars 1990 à Chambray-lès-Tours. Il évolue au poste de défenseur central.

## Biographie
Formé à l'AS Monaco, il ne parvient pas à s'imposer dans ce club et après deux prêts successifs au Clermont Foot et à l'UD Leiria, il s'engage en février 2013 au Saint-Trond VV.
Avec le club de Saint-Trond, il est sacré champion de deuxième division en 2015, et découvre ainsi la première division lors de la saison 2015-2016.
Le 1er juillet 2016, il rejoint Leyton Orient

## Palmarès
- Champion de Belgique de Division 2 en 2015 avec le Saint-Trond VV
- Vainqueur du Groupe E de CFA2 en 2010 avec la réserve de l'AS Monaco